# Casa consistorial de Pietermaritzburg
La casa consistorial de Pietermaritzburg es un edificio histórico ubicado en Pietermaritzburg en KwaZulu-Natal, Sudáfrica.

## Historia

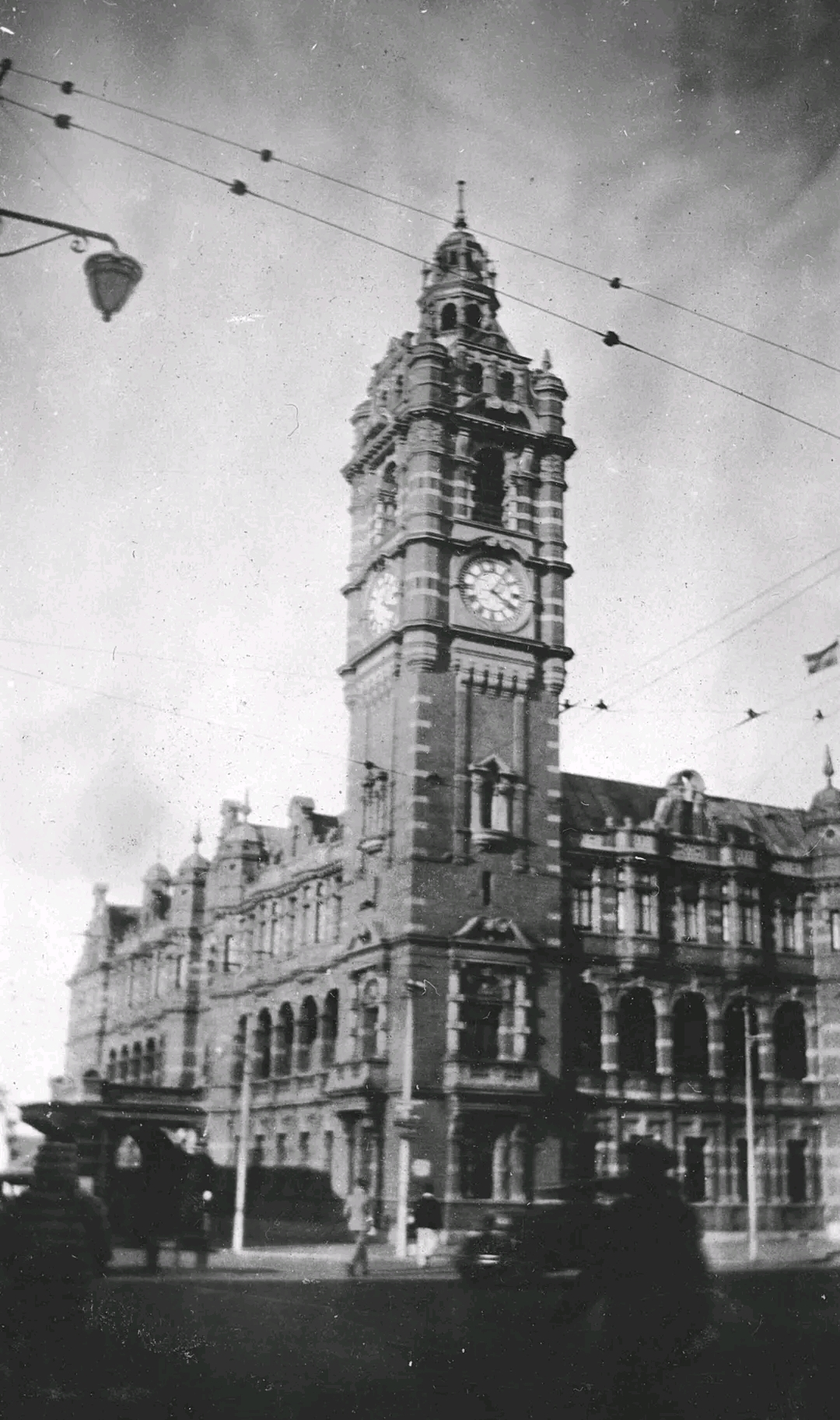
Imagen de la casa consistorial de Pietermaritzburg encontrada en un álbum de fotografías de 1924

El edificio fue construido entre 1899 y 1901. Sustituyó a un edificio anterior, construido en 1893 y posteriormente destruido por un incendio en 1898. El nuevo edificio fue inaugurado oficialmente en agosto de 1901 por Su Alteza Real el Duque de Cornualles.

## Descripción
Los edificios presentan un estilo renacentista flamenco y fachadas de ladrillo rojo. Se compone de un campanario esquinero de 47 metros de altura.